# 311 f.Kr.

## Händelser

### Efter plats

#### Seleukiderriket
- Seleukos återetablerar sig som satrap över Babylonien samt säkrar kontrollen över Medien och Susiana (Elam).

#### Mindre Asien & Syrien
- Ptolemaios försöker ockupera Syrien. Dock vinner Demetrios Poliorketes ett slag över Ptolemaios styrkor och Antigonos tågar in i Syrien, så efter endast några månader evakuear Ptolemaios sina styrkor från Syrien.
- Då Antigonos ser vilket hot Seleukos utgör mot hans östra provinser bestämmer han sig för att sluta fred med alla sina motståndare, utom Seleukos, som håller Babylon. Alla diadokerna bekräftar de nuvarande gränserna och de grekiska stadsstaternas frihet. Ptolemaios och Lysimachos bekräftas som satraper över Egypten respektive Thrakien och Antigonos och Kassander bekräftas som befälhavare över armén i Asien och Europa. Antigonos, som ej längre är regent, men nu har titeln strategos (befälhavare) över hela Asien, behärskar nu Syrien från Hellesponten till floden Eufrat, inklusive Mindre Asien.
- Alla parter går med på att den unge kungen Alexander IV av Makedonien, son till Alexander den store, ska bli kung över hela riket, när han blir myndig sex år senare.
- Fredsfördrager mellan diadokerna bryts dock snart. Under förevändningen att Antigonos ska ha placerat garnisoner i några av de fria grekiska stadsstaterna återupptar Ptolemaios och Kassander fientligheterna mot honom.

#### Sicilien
- Den karthagiske generalen Hamilkar korsar Medelhavet med en armé och vinner slaget vid Himera mot Syrakusas tyrann Agathokles styrkor. Agathokles blir därefter belägrad i Syrakusa.